# Benoît Jules Mure

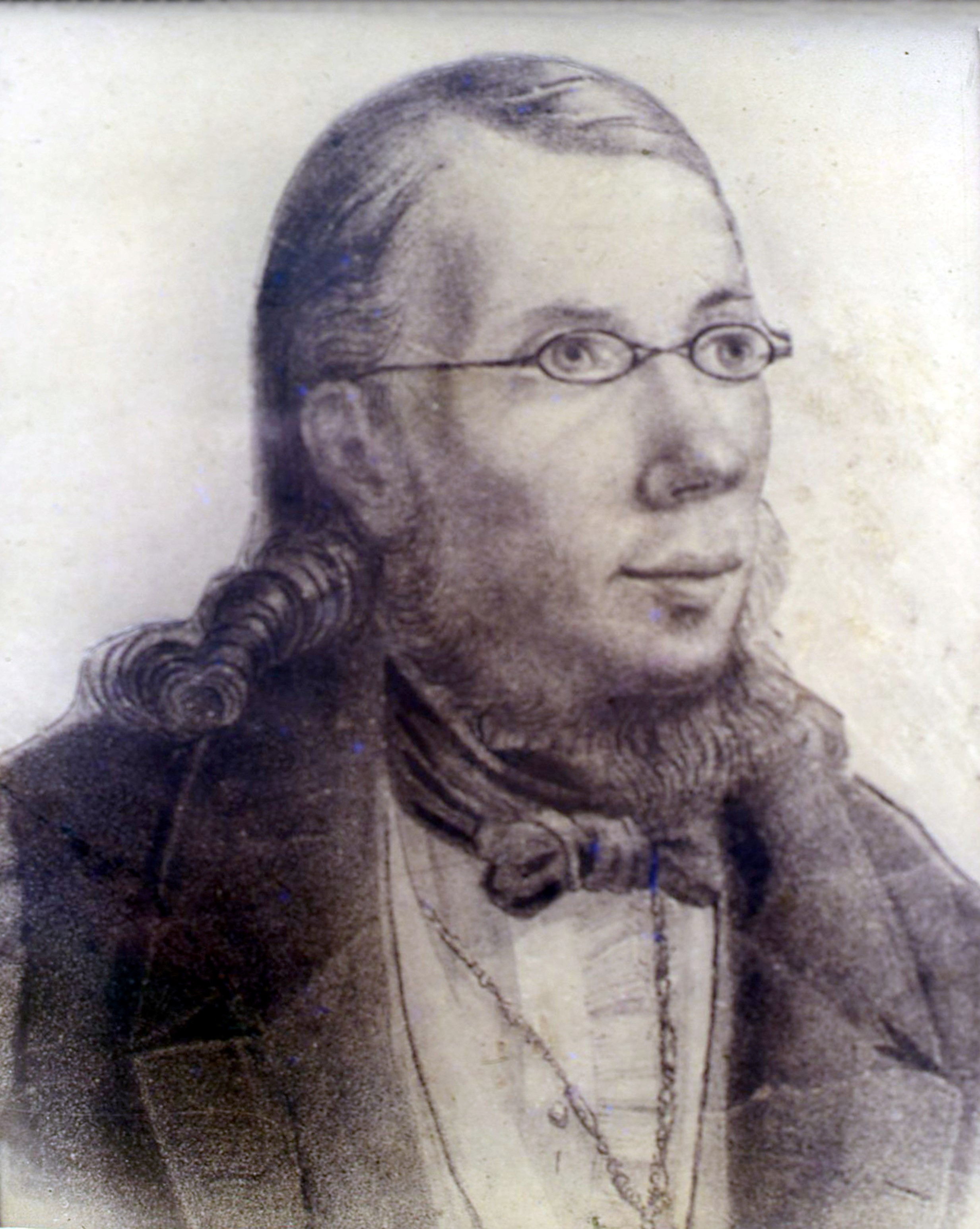
Benoit Jules Mure - Litografia

Benoît Jules Mure (Lyon, 15 de maio de 1809 - Cairo, 4 de março de 1858) é considerado um dos introdutores e grande incentivador da homeopatia no Brasil, onde também é referido como Bento Mure.
Filho de ricos comerciantes de seda  de Lyon, em 1833, Benoît Mure foi acometido de tuberculose, e salvo pelo médico homeopata Conde Sebastien Gaeten Salvador Maxime Des Guidi (1769 – 1863), discípulo de Samuel Hahnemann, o primeiro homeopata da França e introdutor da homeopatia em Lyon. Após a cura, dedicou-se ao estudo da homeopatia, formando-se em Montpellier, uma escola de medicina de tradição vitalista. Teve contato com Hahnemann em Paris e com ele manteve correspondência.
Mure trabalhou intensamente na difusão da homeopatia na Europa. Em Paris, fundou um dispensário, onde, com seus colaboradores, chegou a atender mais de mil pacientes por semana.
Aderiu ao movimento fourierista. e decidiu vir para o Brasil a fim de implantar um projeto de colonização de acordo com o ideário de Fourier.
Chegou ao Brasil em 21 de novembro de 1840. No ano seguinte, tentou implantar um projeto  do Falanstério do Saí. Após ter recebido licença do governo imperial e ter escolhido o local para a colônia, Mure partiu, em 22 de dezembro, com cem famílias, a bordo do navio Caroline para colonizar a península do Saí, na divisa do Paraná com Santa Catarina, no encontro dos rios São Francisco e rio Saí.  Ali chegou a organizar a Escola Suplementar de Medicina e Instituto Homeopático de Saí, em 1842, destinado a  ensinar a homeopatia a médicos já diplomados.
Fracassado o seu projeto, transferiu-se para o Rio de Janeiro em 1843, fundando aí o Instituto Homeopático do Brasil, do qual foi presidente até 1848.  Com João Vicente Martins - médico português naturalizado brasileiro, diplomado cirurgião pela Real Escola de Cirurgia de Lisboa -, criou mais 26 locais de assistência ambulatorial no Rio de Janeiro, apesar de sofrer ataques da Academia Imperial de Medicina, que o acusava de charlatanismo. Na época, eram principalmente os médicos homeopatas que atendiam à população carente e aos escrava.
Em 13 de abril de 1848, Mure regressou à Europa. Casou-se com Sophie Lemaire, homeopata experiente e reconhecida. O casal viveu no Cairo, no Sudão e depois em Gênova, onde abriu um ambulatório e também ensinava a prática da homeopatia a leigos. Em 1854, durante uma epidemia de cólera na cidade, Sophie e Benoît dedicaram-se ao tratamento dos doentes com grande sucesso. Entretanto, o governo não reconheceu seus esforços e seus alunos foram processados por exercício ilegal da medicina. O casal decide então voltar para o Egito, onde Mure passou os últimos dois anos de sua vida, ainda dedicado ao ensino da homeopatia para leigos. Ali faleceu, aos 48 anos, aparentemente em consequência dos ferimentos que recebera durante um atentado. Depois de sua morte, em 1858, Sophie permaneceu mais dois anos no Cairo, atendendo doentes, retornando à França em 1860.